# Effet cobra
L'effet cobra est un phénomène inattendu survenant lorsqu'une tentative de résolution d'un problème a pour effet indésirable de l'aggraver,. Le terme est notamment utilisé pour illustrer les causes d'une stimulation incorrecte de l'économie, de l'écologie ou de la politique.

## Origine

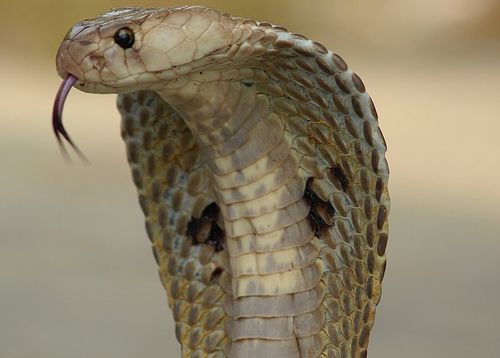
Cobra indien

Le terme « Effet Cobra » trouve son origine dans une anecdote datant de l'époque du régime colonial britannique en Inde. Le gouvernement britannique, préoccupé par le nombre de cobras à Delhi, offre à l'époque une prime pour chaque cobra mort.
Au début, cette stratégie constitue une réussite : beaucoup de serpents sont tués. Cependant, certains commencent à élever des cobras et les tuent uniquement pour toucher la récompense. Lorsque le gouvernement en prend connaissance, le programme de récompenses est supprimé, ce qui conduit les éleveurs à relâcher dans la nature leurs cobras, devenus sans valeur. La population de cobras « sauvages » se retrouve supérieure à celle de départ, preuve que cette « solution » du problème avait en fait aggravé la situation,.

## Exemples

### Chasse aux rats au Viêtnam
Un incident similaire se produit à Hanoï au Viêtnam, sous le régime colonial français. Le régime colonial créa un programme de primes en récompense de chaque rat tué. Pour obtenir la prime, les gens devaient fournir la queue du rat coupée.
Les responsables coloniaux, cependant, commencèrent à remarquer des rats sans queue à Hanoï. En effet, les chasseurs de rats vietnamiens capturaient les rats, coupaient leurs queues puis les relâchaient dans les égouts, pour que ceux-ci puissent procréer et ainsi produire plus de rats, augmentant les revenus des chasseurs de rats.

### Chasse aux nuisibles en Chine populaire
La campagne d'extermination de nuisibles, dont les moineaux, en Chine populaire lors du Grand Bond en avant, de 1958 à 1962, souffrit également d'un grave effet pervers associé : la quasi-disparition des moineaux entraina une explosion de la population des insectes en l'absence de l'un de leurs principaux prédateurs[réf. nécessaire]. La production des champs s'en trouva durement affectée, provoquant une famine qui causa des millions de morts[réf. nécessaire].

### Panneaux solaires en Espagne
En Espagne, les subventions (plus de 6 milliards d'euros en 2009) récompensant l'électricité produite via les énergies renouvelables ont encouragé la création de fermes solaires, grandes exploitations photovoltaïques. En 2010, la Commission nationale de l'énergie espagnole et le ministère de l'Industrie se sont étonnés de voir une production soutenue en pleine nuit ou pendant les saisons moins ensoleillées : le surplus provenait de groupes électrogènes. Les professionnels du secteur ont même proposé au gouvernement une baisse de 30 % des primes, signe que leurs marges étaient larges.

## Nom
L’historien Michael Vann affirme que l’exemple des cobras de l’Inde britannique ne peut pas être prouvé, mais que le cas des rats au Viet Nam peut être prouvé, de sorte que le terme pourrait être remplacé par « effet rat ».